# Hypocrea macrospora
Hypocrea macrospora är en svampart som beskrevs av Dingley 1952. Hypocrea macrospora ingår i släktet svampdynor och familjen Hypocreaceae.   Inga underarter finns listade i Catalogue of Life.